# SpaceX Crew-1
SpaceX Crew-1, abrégé en Crew-1 et aussi appelé USCV-1 (US Crew Vehicle-1), est le premier vol opérationnel habité du vaisseau spatial Dragon 2 de la société américaine SpaceX et son troisième vol orbital global,,. La mission est lancée le 16 novembre 2020 et transporte quatre membres de l'Expédition 64 de la Station spatiale internationale. La capsule Crew Dragon a été baptisée Resilience en témoignage des événements mondiaux de 2020 dont la pandémie de Covid-19.

## Équipage
- Commandant : Michael Hopkins (2),  États-Unis, NASA
- Pilote : Victor J. Glover (1),  États-Unis, NASA
- Spécialiste de mission 1 : Soichi Noguchi (3),  Japon, JAXA
- Spécialiste de mission 2 : Shannon Walker (2),  États-Unis, NASA

Mike Hopkins et Victor Glover ont été assignés à cette mission le 3 août 2018. Un astronaute japonais Soichi Noguchi (JAXA) et un troisième astronaute de la NASA, Shannon Walker ont été ajoutés le 31 mars 2020 à l'équipage.
Il s'agit du premier lancement d'une capsule habitée avec quatre membres d'équipage.

### Équipage de réserve
- Kjell Lindgren (2),  États-Unis, NASA

### Remarques sur l'équipage
Glover devient le premier « bleu » à voler sur un vaisseau spatial américain depuis STS-131, plus d'une décennie plus tôt. Il devient également le premier astronaute afro-américain à vivre à bord de l'ISS ; cette primeur devait à l'origine être attribuée à l'astronaute de la NASA, Jeanette Epps, qui devait décoller à bord du Soyouz MS-09 en juin 2018, en tant qu'ingénieur de vol lors de l'expédition 56/57, bien qu'elle ait été retirée du vol sans raison officielle donnée avant le lancement. Soichi Noguchi est le premier astronaute non américain à voler sur un des deux vaisseaux privés américains.

## Mission
Cette mission avait été initialement annoncée en novembre 2012 et devait être lancée en novembre 2016. Fin mars/avril 2013, le lancement est retardé d'un an jusqu'en novembre 2017.
Le lancement a finalement lieu le 16 novembre 2020 à 0 h 27 UTC en Floride, depuis l'aire de lancement 39A du Centre spatial Kennedy. La capsule transporte quatre astronautes qui participent à l'Expédition 64 de la Station spatiale internationale.
Le 17 novembre à 4 h 1 UTC, le vaisseau Dragon s'amarre au port avant du module Harmony à l'aide d'un adaptateur International Docking Adapter (IDA) connecté au module d'accouplement pressurisé (PMA-2) et l'équipage pénètre à l'intérieur de la station spatiale.
Le retour de l'équipage a lieu le 2 mai 2021. C'est le premier amerrissage de nuit depuis Apollo 8.